# Gustavo Figueroa
Gustavo Omar Figueroa Cáceres (ur. 30 sierpnia 1978 w Santa Ana) – ekwadorski piłkarz występujący na pozycji napastnika.

## Kariera klubowa
Figueroa karierę rozpoczynał w 1998 roku w zespole LDU Quito. W tym samym roku, a także rok później zdobył z nim mistrzostwo Ekwadoru. W 2000 roku odszedł do SD Aucas, ale w 2001 roku wrócił do LDU Quito. Jednak jeszcze w trakcie sezonu 2001 przeniósł się do El Nacional. W tamtym sezonie wywalczył z nim wicemistrzostwo Ekwadoru.
W 2003 roku Figueroa ponownie trafił do SD Aucas. Jego barwy reprezentował w sezonach 2003 oraz 2004. W 2005 roku odszedł do peruwiańskiego Sportingu Cristal. W tym samym roku wrócił do Ekwadoru, gdzie został graczem Emeleku. Grał tam do końca sezonu 2005.
Następnie Figueroa ponownie przeszedł do El Nacional. W 2006 roku zdobył z nim mistrzostwo Ekwadoru. W trakcie sezonu 2007 odszedł do SD Aucas. Potem grał jeszcze w drużynach Deportivo Cuenca, Macará, Deportivo Azogues oraz SD Aucas, gdzie w 2011 roku zakończył karierę.

## Kariera reprezentacyjna
W reprezentacji Ekwadoru Figueroa zadebiutował w 2000 roku. W 2004 roku został powołany do kadry na turniej Copa América. Zagrał na nim tylko w meczu Meksykiem (1:2), a Ekwador odpadł z turnieju po fazie grupowej.
W latach 2000–2006 w drużynie narodowej Figueroa rozegrał łącznie 5 spotkań.